# Coup de cœur
Pour l’article homonyme, voir Coup de cœur (chanson).
Pour plus de détails, voir Fiche technique et Distribution.
Coup de cœur (One from the Heart) est un film américain réalisé par Francis Ford Coppola, sorti en 1982.
Le film est tourné avec un important budget et sera un échec commercial. Il est par ailleurs accueilli froidement par la critique.
Le comédien Frederic Forrest, surtout connu dans des seconds rôles, tient le rôle principal dans ce film.

## Synopsis
Un 4 juillet, Jour de l'Indépendance aux États-Unis. Hank et Franny résident à Las Vegas. Un peu usés par une vie de couple faite de routine et de banalité, ils décident de se séparer, le jour anniversaire de leurs cinq ans de rencontre. Ils partent ainsi chacun de leur côté. Hank et Franny se retrouveront au bout de la nuit, après avoir fait chacun une rencontre.

## Fiche technique
Sauf indication contraire, les informations mentionnées dans cette section peuvent être confirmées par la base de données cinématographiques IMDb,  présente dans la section « Liens externes ».
- Titre original : One from the Heart
- Titre francophone : Coup de cœur
- Réalisation : Francis Ford Coppola
- Scénario : Armyan Bernstein (en) et Francis Ford Coppola
- Musique originale : Teddy Edwards, chansons de Tom Waits, interprétées par Tom Waits et Crystal Gayle
- Photographie : Vittorio Storaro, Ronald Víctor García
- Costumes : Ruth Morley
- Montage : Rob Bonz, Rudi Fehr, Anne Goursaud, Michael Magill, Randy Roberts
- Directeur artistique : Dean Tavoularis[1]
- Production : Francis Ford Coppola
- Société de production : American Zoetrope
- Société de distribution : Columbia Pictures
- Durée : 107 minutes
- Genre : drame, musical, romance
- Budget : 26 000 000 USD[2]
- Dates de sortie :
  - États-Unis : 12 février 1982
  - France : 29 septembre 1982

## Distribution
- Frederic Forrest (VFB : Michelangelo Marchese) : Hank
- Teri Garr (VFB : Delphine Moriau) : Frannie
- Raúl Juliá (VFB : Erwin Grünspan) : Ray
- Nastassja Kinski (VFB : Séverine Cayron) : Leila
- Lainie Kazan (VFB : Nathalie Stas) : Maggie
- Harry Dean Stanton (VFB : Olivier Cuvellier) : Moe
- Allen Garfield : le propriétaire du restaurant
- Tom Waits : le joueur de trompette
- Carmine Coppola et Italia Pennino Coppola : le couple dans l’ascenseur
- Rebecca De Mornay : l'étudiante
- Version française
  - Studio de doublage : Nde Production
  - Direction artistique : Anthony Decleve
  - Adaptation : David Mellina

## Production
Après le succès commercial de Apocalypse Now (1979), Francis Ford Coppola fait l’acquisition d’un immense studio abandonné à Los Angeles. Il y installe les bureaux de sa société American Zoetrope et souhaite y tourner son prochain film. C'est un projet très ambitieux pour le réalisateur, qui souhaite révolutionner la façon de tourner des films. Il envisage tout d'abord de le tourner comme les programmes télévisés des années 1960, notamment ceux de John Frankenheimer, réalisés dans les conditions de direct avec changements de décors et enchaînement des scènes en une seule prise. Mais il se heurte cependant à des réalités techniques et aux exigences de son directeur de la photographie, Vittorio Storaro. Coppola décide malgré tout d'innover en tournant tout en studio et non sur place, à Las Vegas. D'énormes décors grandeur nature sont créés. Par ailleurs, il ne dirige pas les scènes depuis le plateau mais depuis un camion régie, surnommé The Silver Fish, depuis lequel il donne ses consignes. Pour plus de continuité, il fait appel à Garrett Brown et son Steadicam. Le réalisateur a des idées folles et le projet prend des proportions monumentales. Le budget explose.
Les coûts de production sont énormes, bien loin du budget initialement prévu de 2 millions — environ 26 millions de dollars.

## Bande originale
La bande originale est un album des chansons de Tom Waits et Crystal Gayle.

## Accueil
Le film ne rapporte que 636 796 $ aux États-Unis
Le film est un échec critique et un immense échec financier pour le réalisateur qui déclarera avoir ensuite passé « sa quarantaine à rembourser les pertes de Coup de cœur ». Il est en faillite à cause du film. Il avouera avoir réalisé la plupart de ses films suivants pour « éponger » ses dettes.

## Distinction
Le film est nommé aux Oscars 1983 dans la catégorie meilleure adaptation musicale.